# Piano lógico

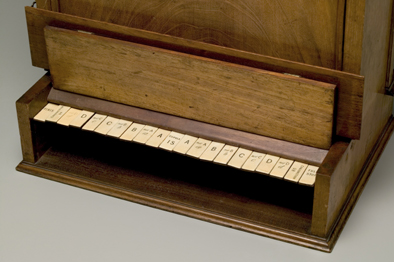
Teclado del Piano Lógico de Jevons.

El piano lógico, llamado así por su parecido a los pianos verticales de la época, fue la primera máquina lógica que podía manejar el álgebra de Boole para la resolución de cuestiones lógicas. Fue creada por el científico William Stanley Jevons en 1869 y presentada al año siguiente ante la Royal Society.

## Origen
El trabajo de Jevons en el campo de la lógica estuvo en pari passu con su trabajo en la política económica. En 1864, publicó un pequeño volumen titulado “Pure Logic” (Lógica Pura); también publicó su libro “Logic of Quality apart from Quantity” (Lógica de calidad aparte de cantidad) que estuvo basado en el sistema lógico de Boole, pero liberada de lo que él consideraba la falsa vestimenta matemática de ese sistema.
En los inmediatos años después, dedicó una especial atención en la construcción de una máquina lógica, exhibida ante la Royal Society en 1870, mediante el cual la conclusión derivable de cualquier conjunto dado de premisas, podía ser obtenida mecánicamente.
En 1866, lo que consideraba como el gran principio universal de todo razonamiento, amaneció sobre él y en 1869 publicó un esbozo de esa doctrina, bajo el título “The Substitution of Similars” (La Sustitución de Similares). Expresó el fundamento en su forma más simple de la siguiente manera: “Lo que es cierto de una cosa, es cierto tal y como es”. Trabajó en detalle sus diversas aplicaciones incluyendo el piano lógico, una computadora mecánica que diseñó y construyó en 1869.

## Descripción
El piano lógico utilizaba un alfabeto de cuatro términos para resolver un problema lógico con cierta complejidad en menos tiempo que el empleado por el cerebro humano. En el frente del piano estaban colocadas las letras que representan las 16 combinaciones posibles de cuatro términos y sus negaciones correspondientes. El teclado constaba de 21 teclas: ocho de ellas con letra desde el centro hacia la izquierda y otras ocho hacia la derecha. Las otras cinco son: para la igualdad (en el centro); para el punto final, para el punto y aparte; y dos para la disyunción no exclusiva (la conjunción no tiene signo
Este antecesor de los ordenadores modernos constaba de una serie de engranajes y palancas en su interior y a diferencia de las calculadoras de la época, utilizaba como entrada proposiciones lógicas en lugar de números para realizar silogismos. La salida tenía la misma naturaleza, y los resultados podían leerse en una serie de indicadores que tenía en su placa frontal.
Jevons consideraba que su máquina, si bien no tenía uso práctico, sí era valiosa didácticamente para demostrar la naturaleza del análisis lógico, y también proporcionaba una prueba convincente de la superioridad de la lógica booleana sobre la aristotélica; pero la exigencia metodológica de transcribir proposiciones en forma de ecuaciones la hizo innecesariamente complicada. A todo ello se le añade el hecho de que no hay procedimiento eficiente para transcribir a la máquina las proposiciones particulares (=algunos). Finalmente, la máquina puede trabajar con un número muy reducido de términos. Pero la objeción principal a la máquina (como al método de su creador) es que el piano lógico no ofrece una solución, sino que da todas las filas que resultan consistentes (no contradictorias) en la columna del alfabeto lógico. Pero no ejecuta el paso adicional de analizar esas líneas y mostrar la solución o conclusión buscada. A la tarea de reducir la respuesta, Jevons la identificaba con el proceso de inducción o “problema inverso”. Pero no proporcionó el método mecánico para ejecutar tales reducciones.
El piano lógico se encuentra actualmente en el museo de la historia de la ciencia en Oxford.